# Launaea piestocarpa
Launaea piestocarpa là một loài thực vật có hoa trong họ Cúc. Loài này được (Boiss.) Rech.f. mô tả khoa học đầu tiên năm 1977.